# Gesonia dinawa
Gesonia dinawa là một loài bướm đêm trong họ Noctuidae.